# Синявець туркусовий
Синявець туркусовий (Polyommatus dorylas) — вид денних метеликів родини синявцевих (Lycaenidae).

## Поширення
Вид поширений в Європі, Туреччині, на Кавказі і Закавказзі, на півдні Уралу. В Україні стабільні локальні популяції відомі у Закарпатській та Львівській областях. Спостерігався також в Івано-Франківській, Тернопільській, Хмельницькій, Житомирській, Київській, Чернігівській і Полтавській областях.

## Спосіб життя
У рік буває дві генерації. Метелики літають з травня по вересень. Синявець туркусовий трапляється на луках та схилах з невисокою рослинністю, на галявинах та узліссях широколистяних лісів. Кормова рослина гусениць — заяча конюшина багатолиста. Мірмекофільний вид. Гусінь підгодовується мурахами Lasius alienus, Myrmica scabrinodis, Formica cinerea.